# Марета (Ђенова)
Марета је насеље у Италији у округу Ђенова, региону Лигурија.
Према процени из 2011. у насељу је живело 6 становника. Насеље се налази на надморској висини од 674 м.